# بخش سانتا کاتالینا
بخش سانتا کاتالینا (به اسپانیایی: Departamento de Santa Catalina) یک منطقهٔ مسکونی در آرژانتین است که در استان خوخوی واقع شده‌است.